# Palau ai Giochi della XXX Olimpiade
Palau ha partecipato ai Giochi della XXX Olimpiade di Londra, che si sono svolti dal 27 luglio al 12 agosto 2012, con una delegazione di 5 atleti.

## Atletica leggera
| Gara  | Atleta         | Batterie | Batterie | Quarti          | Quarti          | Semifinali      | Semifinali      | Finale          | Finale          |
| Gara  | Atleta         | Tempo    | Pos.     | Tempo           | Pos.            | Tempo           | Pos.            | Tempo           | Pos.            |
| ----- | -------------- | -------- | -------- | --------------- | --------------- | --------------- | --------------- | --------------- | --------------- |
| 100 m | Rodman Teltull | 11"06    | 5º       | Non qualificato | Non qualificato | Non qualificato | Non qualificato | Non qualificato | Non qualificato |

| Gara  | Atleta           | Batterie | Batterie | Quarti          | Quarti          | Semifinali      | Semifinali      | Finale          | Finale          |
| Gara  | Atleta           | Tempo    | Pos.     | Tempo           | Pos.            | Tempo           | Pos.            | Tempo           | Pos.            |
| ----- | ---------------- | -------- | -------- | --------------- | --------------- | --------------- | --------------- | --------------- | --------------- |
| 100 m | Ruby Joy Gabriel | 13"34    | 7        | Non qualificata | Non qualificata | Non qualificata | Non qualificata | Non qualificata | Non qualificata |

## Judo
Femminile
| Atleta         | Evento | Preliminari                            | 16-esimi             | Ottavi               | Quarti di finale     | Semifinali           | 1º Turno ripescaggi  | Ripescaggi Quarti    | Ripescaggi Semifinali | Finale               |
| Atleta         | Evento | Avversario Risultato                   | Avversario Risultato | Avversario Risultato | Avversario Risultato | Avversario Risultato | Avversario Risultato | Avversario Risultato | Avversario Risultato  | Avversario Risultato |
| -------------- | ------ | -------------------------------------- | -------------------- | -------------------- | -------------------- | -------------------- | -------------------- | -------------------- | --------------------- | -------------------- |
| Jennifer Anson | −63 kg | Tsedevsürengiin Mönkhzayaa P 0000–1100 | Non qualificata      | Non qualificata      | Non qualificata      | Non qualificata      | Non qualificata      | Non qualificata      | Non qualificata       | Non qualificata      |

## Nuoto
Femminile
| Atleta       | Evento           | Batteria | Batteria   | Semifinale      | Semifinale      | Finale          | Finale          |
| Atleta       | Evento           | Tempo    | Classifica | Tempo           | Classifica      | Tempo           | Classifica      |
| ------------ | ---------------- | -------- | ---------- | --------------- | --------------- | --------------- | --------------- |
| Keesha Keane | 50m stile libero | 28"25    | 50ª        | Non qualificata | Non qualificata | Non qualificata | Non qualificata |

## Sollevamento pesi
Maschile
| Atleta         | Evento | Strappo   | Strappo    | Slancio   | Slancio    | Totale | Classifica |
| Atleta         | Evento | Risultato | Classifica | Risultato | Classifica | Totale | Classifica |
| -------------- | ------ | --------- | ---------- | --------- | ---------- | ------ | ---------- |
| Stevick Patris | -62 kg | 104       | 15º        | 130       | 13º        | 234    | 14º        |